# Fiorella Mannoia
Fiorella Mannoia (Róma, 1954. április 4. –) olasz énekesnő.
Énekesi karrierje 1968-ban kezdődött el, négy alkalommal részt vett a Sanremói Dalfesztiválon, két alkalommal elnyerte a Kritikusok díját is a fesztiválon. A Club Tenco díját – amely a Sanremói Dalfesztivál során az énekes-dalszövegírók munkáját segítő klub – hat alkalommal nyerte el.
2005. május 2-án Carlo Azeglio Ciampi köztársasági elnök átadta neki az Olasz Köztársaság Érdemrendjét.

## Életrajza

### Fiatalkora és a színészet
Édesapja Luigi Mannoia szicíliai származású kaszkadőr volt. Két testvére van: Maurizio Stella és Patrizia. Testvéreivel együtt kezdetben apja mesterségét űzték: kaszkadőrként és dublőrként dolgoztak, több olasz filmben: az 1968-as Non cantare, spara filmben Fiorella Lucia Mannucci színésznő dublőre volt. Kaszkadőre volt emellett Monica Vittinek, az 1971-es Vadászat c. filmben pedig Candice Bergen kaszkadőrje.
A zenei életben 1968-ban debütált, amikor részt vett a Castrocaroi Fesztiválon, nem aratott győzelmet, ám a fesztivál után sikerült lemezszerződést kötnie. A Ho saputo che partivi/Le ciliegie kislemezzel debütált.

### 1970-es évek
1970-ben megismerte Memmo Foresit akivel lemezszerződést kötött az It nevű kiadónál, ebben az évben jelent meg Mi gira la testa/Ore sei kislemeze. 1972-ben az RCA kiadóval kötött szerződést, ahol kiadták Ma quale sentimento/Che cos'è kislemezét és első nagylemezét is Mannoia Foresi & co. címen. Az 1974-ben megjelent Ninna Nanna/Rose című kislemezről a Rose dal egy sorát cenzúrázni kellett, mert a szüzesség elvesztéséről énekelt. 1976-ban a Dischi Ricordi kiadóval kötött szerződést 3 kislemez megjelentetésére: 1976-ban Piccolo/Che sete ho, 1977-ben Tu amore mio/Viva és 1978-ban Scaldami/Cover Girl című kislemezek jelentek meg.

### 1980-as évek
1981-ben szerepelt először Sanremói Dalfesztiválon Caffé nero bollente dalával, aminek szövegét Mimmo Cavallo és Rosario De Cola írták, a dalversenyen a 11. helyet érte el. Az ez évi Festivalbaron E muoviti un po' kislemezével szerepelt.
1983-ban ismét fellépett a Fesitvalbaron, ahol a Torneranno gli angeli című dalát adta elő. A CGD kiadónál megjelent második nagylemeze Fiorella Mannoia címen, elkészítésében Mario Lavezzi énekes-dalszövegíró segített. Lavezzi olyan énekesnők sikerén dolgozott mint többek közt Loredana Bertè, Anna Oxa és Ornella Vannoni.
1984-ben kötött szerződést az Ariston Recordsszal, az ez évi Sanremói Dalfesztiválon énekesi pályájának egyik legismertebb dalát adta elő a Come si cambia dalt. 1985-ben és 1986-ban is részt vett a Festivalbaron: L'aiuola és Sorvolando Eilat dalokkal, amiket Mario Lavezzi és Mogol dalszövegírók írtak.
1987-ben ismét részt vett a Sanremói Dalfesztiválon, amin a Quello che le donne non dicono (Amit a nők nem mondanak ki) című dalt énekelte el, amit eredetileg Fiordaliso énekesnőnek szántak. A dalt a 8. helyezést ért el és elnyerte a Kritikusok Díját. 1988-ban ismét szerepelt a fesztiválon és elnyerte újból a Kritikusok Díját a Le notti di maggio dallal, amit Ivano Fossati írt.
1989-ben megjelent Di terra e di vento nagylemeze. A lemez elkészítésében Ivano Fossatti mellett Enrico Ruggeri és Francesco De Gregori neves énekes-dalszövegírók is közreműködtek.

### 1990-es évek
1992-ben megjelent I treni a vapore nagylemezén Ivano Fossatti, Francesco De Gregori és Enrico Ruggeri dolgozott. Az 1994-es Gente comune nagylemezén már Samuele Bersani is dolgozott.
1999-ben megjelent a Certe piccole voci lemezből 200 ezer példányt adtak el, így platinalemez lett belőle. A lemez tartalmazza a Sally dalt, amit eredetileg Vasco Rossi rockénekes adott elő.

### 2000-es évek
2000-ben vendégelőadóként szerepelt a Sanremói Dalfesztiválon.2001-ben megjelent Fragile nagylemezéből platinalemez lett, több mint 200 ezer eladott példány után. A lemezen Fossatin és De Gregorin kívül Fabrizio De André is dolgozott, akivel az Il Pescatore című dalát átdolgozták.
2005. június 2-án Carlo Azeglio Ciampi átadta neki az Olasz Köztársaság Érdemrendjét. Július 2-án fellépett a Live 8 római koncertjén, ahol a Sally, Clandestino és Mio fratello che guardi il mondo dalokat énekelte el.
2006. november 10-én jelent Onda tropicale lemeze, amiken ismert brazil énekesek dalainak a feldolgozása hallható, és duettet énekelt Gilberto Gil, Carlinhos Brown és más brazil énekesekkel is.

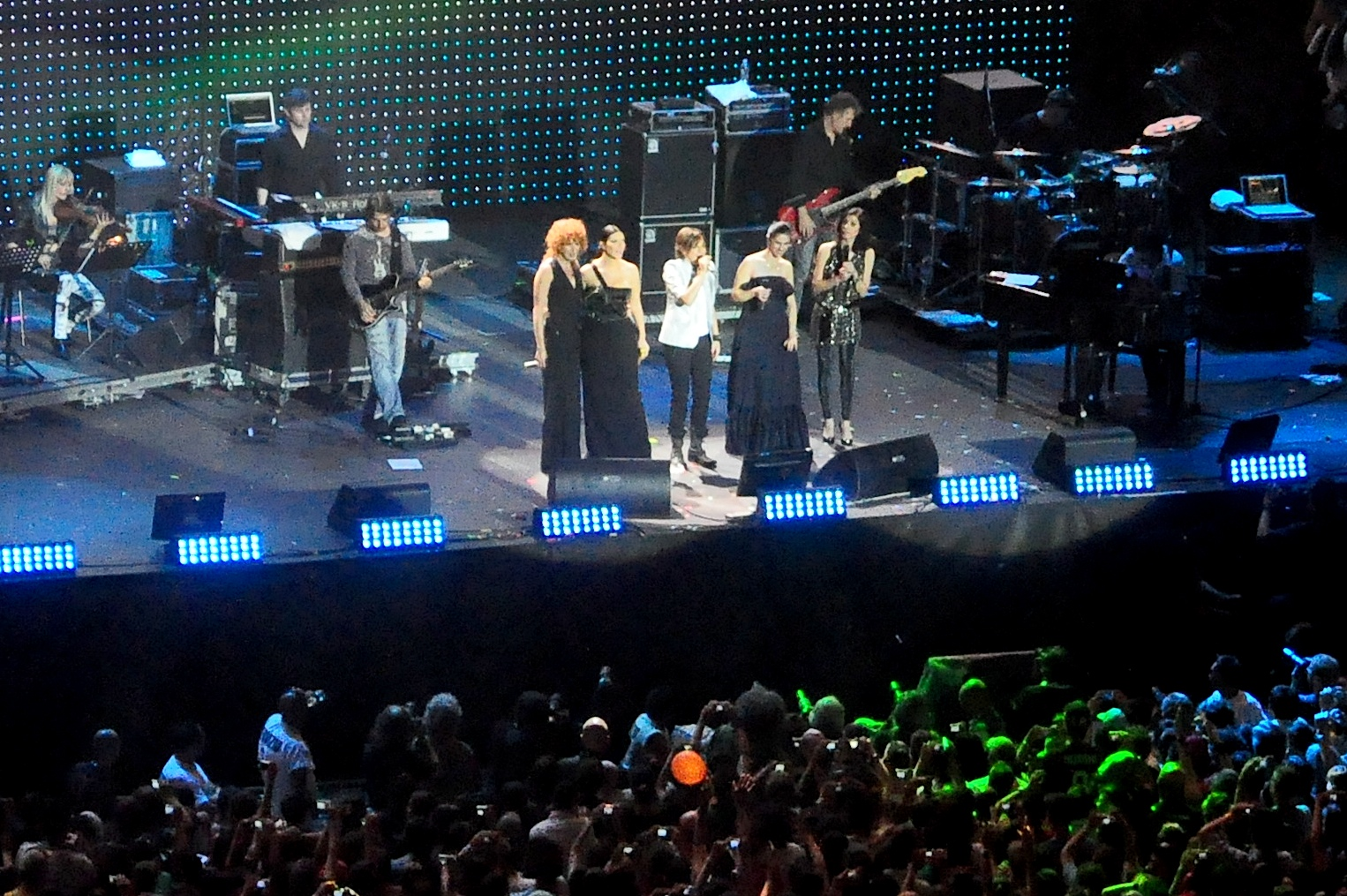
Fiorella Mannoia az Amiche per l'Abruzzo koncerten énekeli a Quello che le donne non dicono dalát Laura Pausinivel, Gianna Nanninival, Elisával és Giorgiával.

2009. június 21-én Laura Pausini kezdeményezésére több olasz énekesnővel együtt fellépett az Amiche per l'Abruzzo jótékonysági koncerten, aminek bevételét az l'aquilai földrengés áldozatainak megsegítésére fordították. A koncerten Laura Pausinivel, Gianna Nanninival, Elisával és Giorgiával együtt énekelték el a Quello che le donne non dicono dalát.
2017-ben ismét részt vett a Sanremói Dalfesztiválon. Che sia benedetta (magyarul: Hogy legyen áldott) című dalával bekerült a döntőbe, és a második helyen végzett.

## Lemezei

### Stúdióalbumok
- 1972 – Mannoia Foresi & co. (RCA Italiana)
- 1983 – Fiorella Mannoia (CGD)
- 1985 – Momento delicato (Ariston Records)
- 1986 – Fiorella Mannoia (Ariston Records)
- 1988 – Canzoni per parlare (DDD Records/CBS)
- 1989 – Di terra e di vento (Epic Records/CBS)
- 1990 – La giostra della memoria (Epic Records/CBS)
- 1992 – I treni a vapore (Epic Records/CBS)
- 1993 – Le canzoni (Harpo Records/Sony BMG)
- 1994 – Gente comune (Harpo/Sony Music Italia)
- 1997 – Belle speranze (Harpo/Sony Music Italia)
- 2001 – Fragile (Durlindana/Sony)
- 2006 – Onda tropicale (Durlindana/Sony BMG)
- 2008 – Il movimento del dare (Durlindana/Sony Music)
- 2012 – Sud (Oyà/Sony Music)
- 2016 – Combattente (Oya/Sony Music)

### Élő lemezfelvételek
- 1999 – Certe piccole voci (Harpo/Sony Music)
- 2002 – In tour (Blue Drag/Sony Music)
- 2004 – Concerti (Durlindana/Sony Music)
- 2010 – Il tempo e l'armonia (Oyà/Sony Music)
- 2012 – Sud il tour (Oyà/Sony Music)

### Válogatáslemezek
- 1984 – Fiorella Mannoia (CGD)
- 1987 – Tre anni di successi (Durium Records)
- 1990 – Canto e vivo (Dischi Ricordi)
- 1990 – Basta innamorarsi (Dischi Ricordi)
- 1991 – Così cantiamo l'amore (Dischi Ricordi)
- 1992 – Come si cambia '77-'87 (Dischi Ricordi)
- 1996 – Le origini (Dischi Ricordi)
- 1997 – Il meglio (Dischi Ricordi/Sony BMG)
- 1998 – I primi passi (On Sale Music)
- 2001 – I grandi successi originali
- 2001 – I miti (Sony Music Italia)
- 2007 – Canzoni nel tempo (Durlindana/Sony BMG)
- 2009 – Gli album originali (RCA Italiana)
- 2010 – Capolavori (RCA Italiana)
- 2014 – Fiorella (Oyà/Sony Music)

### Cover lemezek
- 1985 – Premiatissima (Ariston Records)
- 2009 – Ho imparato a sognare (Oyà/Sony Music)
- 2013 – A te (Lucio Dalla dalait feldolgozó lemez) (Oyà/Sony Music)

## Hangfekvése és stílusa
Fiorella Mannoiának kontraalt hangja van. Az ő hangját sokan mindig is inkább férfiasnak minősítették. Hangfekvéséhez hasonló olasz női énekesek Paola Turci és Noemi énekesnők.